# Buenos Aires (Salamanca)
El Barrio de Buenos Aires es uno de los barrios que conforman la ciudad de Salamanca, España, situándose en la parte suroeste de la misma, junto al antiguo municipio de Tejares.

## Demografía
El barrio de Buenos Aires contaba en 2014 con una población de 907 habitantes, de los cuales 457 eran hombres y 450 mujeres, lo que suponía el 0'6% del total poblacional del municipio de Salamanca.

## Orígenes
El barrio de Buenos Aires nació en 1983, mediante la urbanización de un espacio situado junto a la N-620, en el cual se realizaron una serie de viviendas para familias con bajos recursos económicos. 
Estas familias, en sus inicios, estaban alojadas en viviendas del barrio San Vicente, en frente de los hospitales, pero cuando el ayuntamiento, quiso reformar este barrio saco a todas estas familias y se las llevó al mencionado barrio de Buenos Aires, creando así, un barrio "gueto" en las afueras de Salamanca ya que cuando fue creado, Buenos Aires estaba muy separado de la ciudad y ha ido creciendo en inseguridad y delincuencia. El barrio es tristemente conocido en Salamanca por episodios relacionados con el tráfico de drogas y ajustes de cuentas derivados de ello, lo que ha provocado la protesta de los vecinos, que piden acabar con el narcotráfico en el barrio, habiéndose iniciado las primeras medidas por parte de las autoridades con dicho fin.